# 梅尔希奥·克莱斯尔
梅尔希奥·克莱斯尔（德語：Melchior Klesl，1552年2月19日—1630年9月18日），是反宗教改革時期神圣罗马帝国的政治家、罗马教廷的枢机。克莱斯尔曾于1598年至1630年期间担任维也纳大主教，他作为皇帝马蒂亚斯的重臣在三十年战争前主导了帝国的宗教政策。